# Arco da Memória

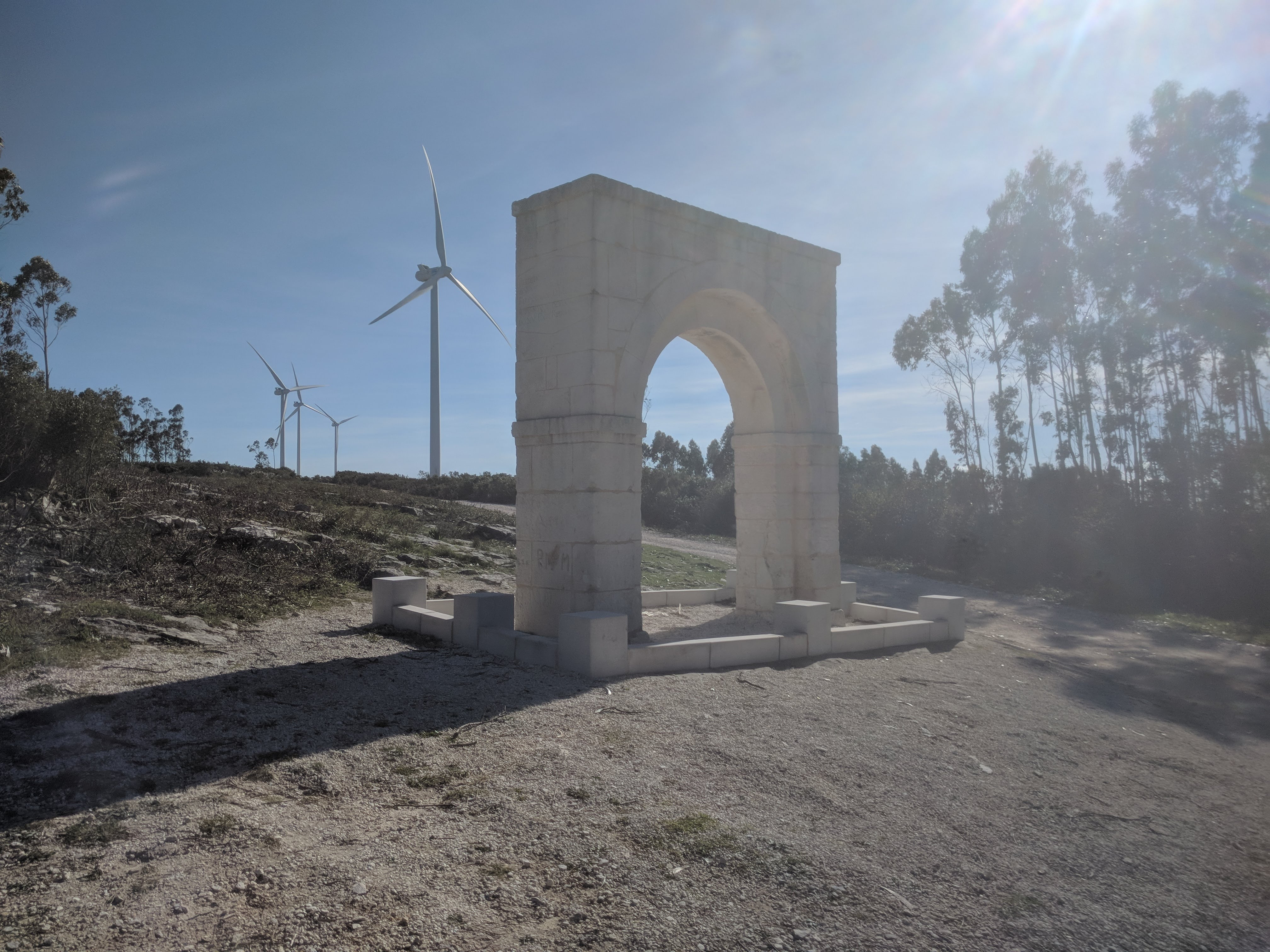
Foto do Arco da Memória na sua totalidade.

O Arco da Memória do Arrimal está localizado na Serra dos Candeeiros na freguesia de Arrimal -Mendiga. 
O Arco já foi várias vezes a concurso para ser classificado como imóvel de interesse público municipal, mas continua até ao presente a aguardar essa classificação.

## História
Na subárea, da freguesia do Arrimal, designada por Memória, existe um arco triunfal que é o ex-libris do Arrimal e é denominado por Arco da Memória do Arrimal.
Segundo a tradição oral o primeiro rei de Portugal D. Afonso Henriques,  quando se deslocava de Coimbra a caminho de Santarém para tomar esta aos mouros. O rei, com um grupo de cavaleiros e homens de armas, deslocou-se cautelosamente pelo caminho mais tarde chamado de Estrada Real, depois subiu a serra dos Albardos (hoje serra dos Candeeiros) e decidiu acampar, no cimo da serra num  local chamado de Memória,  onde fez a promessa ao Frei Bernado que se conquista-se a Santarém aos mouros doaria todas as terras que dali se avistavam até ao mar; aos monges da ordem de S. Bernardo; diz-se que este voto foi feito em uma quinta-feira, 13 de Maio de 1147. Em cumprimento da sua promessa fundou a Abadia que consagrou a Santa Maria de Alcobaça, ficando os domínios da Ordem de Cister assim consagrados, através da Carta de Couto datada de 8 de Abril de 1153,  
O Arco foi erigido no final do século XVI ou inicio do século XVII pelos monges de Cister para assinalar e perpetuar a memória da promessa de doação dos coutos do Mosteiro de Alcobaça ali feita por  D. Afonso Henriques e marcar os seus limites.  

### Características
Arco monumental dobrado e reentrante, com tratamento idêntico nas 2 faces. Sobre imposta simples assenta o arco de volta perfeita terminando em friso sem decoração é executado em cantaria (pedra branca) e tem 4 metros de altura, 3,62 metros de largura e tem 103 cm de espessura. Nas ilhargas possui uma inscrição em latim e outra em português documentam o motivo da construção e o restauro deste arco triunfal. 
Em cima e entre duas grossas pirâmides, estava uma estátua em bronze do fundador esta estátua está desaparecida há muitos anos. E no colo da cimalha existia a seguinte inscrição: «O Santo rei D. Afonso Henriques, fundador de Alcobaça.». Muito se tem dito acerca do seu paradeiro presumivelmente estaria em Leiria mas aí certamente está-se a fazer confusão com a estátua, de pedra que pertencia  ao Arco de Alvorninha e que se encontra presentemente em frente do castelo de Leiria. 

#### Inscrição Nascente
Na ilharga nascente do arco encontra-se outra inscrição, em latim composta por Fr. Bernardo de Brito no princípio do séc. XVII a mando do Abade do mosteiro de Alcobaça e Geral da congregação, Rmo. Fr. Francisco de S. Clara, para se saber a causa do monumento e se não perder a lembrança do que ali acontecera. Esta inscrição atualmente e devido aos agentes erosivos se encontra bastante sumida mas que é conhecida porque o pároco da freguesia de Nossa Senhora dos Prazeres, de Aljubarrota a mencionou na sua Memória Paroquial, em 1758: HIC SCALABIM EXPUGNATURUS ALFONSUS PRIMUS PORTUGALIAE REX VOTUM VOVIT QHRISTO BATURUM SE ORDINI CISTERCHENSI CUNCTA, QUAE OCULUS CERNERE POTEST DECURRENTIBUS AQUIS IN MARE, SI MERITIS DIVI. PATRIS BERNARDI FRETUS, URBEM CAEPISSET. QUOD DUM PATER SANCTIS SUIS, SUORUMQUE ORATIOMIBUS OBTINET, REX PROMISSA  ADIMPLE. T . SURGIT ALCOBATIAE REGALE CAENOBIUM, CUJOS PRINCIPATUS HIC IN ORA MARITIMA TERMINUM HABET. GESTA SUNT HAEC OMNIA ANNO DOMINI MCXLVII. DECIMO TERTIO IDIBUS MAII. / XIII. IDVS MAI. - (Indo o rei D. Afonso o primeiro de Portugal para ganhar Santarém, fez neste próprio lugar um voto a Cristo de dar tudo quanto via com os olhos até ao mar à Ordem de Cister, se ajudado com os merecimentos de N. P. S. Bernardo ganhasse a vila. E alcançando-lhe o Santo o que pedia cumpriu o voto o rei de onde resultou a fundação do real mosteiro de Alcobaça; o senhorio do qual, começa deste lugar e se acaba na praia do mar. Aconteceram estas coisas todas, no ano do Senhor de mil cento e quarenta e sete a treze de Maio em uma quinta-feira). 
Este voto é considerado apócrifo e inventado pelos frades de Alcobaça para dilatarem o seu território. Porém, as fontes donde provém a dúvida (ou certeza) sobre esta inscrição não merecem maior crédito. Após 1834, com o advento de um certo liberalismo e que no caso pendente viria a ser corporizado num ódio vesgo aos monges de Alcobaça. Por parte de alguns historiadores locais, o voto é terminantemente negado e a origem do monumento exclusivamente atribuída a um artifício para alargamento de domínio territorial. Pode acontecer até que ambas as partes estejam erradas frades e historiadores.

#### Inscrição Poente
A outra inscrição encontra-se do lado do poente e é mais recente, dizendo respeito á reconstrução deste monumento Arrimalense, pelo Rei D. Miguel o qual tinha sido derrubado após a revolução de 1820 pelo povo de Aljubarrota em conflito com o Mosteiro de Alcobaça, a inscrição é a seguinte: «REEDIFICADO POR MANDADO DOMVITO ALTO E PODEROZO REI, O SENHOR D. MIGVEL PRIMEIRO, NO ANNO DE 1830.TRECEIRO DO SEU FELIS REINADO.».
Em Maio de 2014 a cantaria do Arco foi limpa e foram reparadas algumas anomalias provocadas por atos de vandalismo. Esta reparação foi levada a cabo pelo CEI da Universidade de Évora.

Polémica do Arco da Memória         

#### A pose do Arco pela freguesia do Arrimal nem sempre foi pacífica e para lembrar alguma dessa polémica gerada no “Portomosense” em torno dos escritos de João Matias em 1983 e de Alpoim de Almeida Ribeiro em 1992 e 1993.
Em 26 de Maio de 1983, João Matias escrevia sobre este ex-libris da freguesia do Arrimal, que havia ido visitar o monumento e encontrou deitado no chão “o marco divisório dos Concelhos de Porto de Mós e de Alcobaça, cuja extrema passa a menos de um quilômetro.”
Explicava o  articulista o marco havia sido arrancado do lugar onde estava implantado e trazido para ali e procurou explicações e informaram-no de haver “por parte de algumas pessoas da área limítrofe do concelho de Alcobaça, interesse em conseguir pretextos para poder afirmar que o arco da memória se situa em território alcobacense e não Portomosense.”
Já em Agosto de 1992, Alpoim Almeida Ribeiro, escrevia no jornal o Portomosense que o povo de Alcobaça reclamava há alguns anos a posse do Arco da Memória, mas ele estava na posse de uma carta geográfica, datada de 1969, que comprova “ser verdade o referido Arco da Memória se encontrar em terras de Arrimal e não em Évora de Acobaça.” Dizia este Senhor, que no dia 14 do mesmo mês encontrou lá um festival de folclore concelhio de Alcobaça e que as pessoas deste concelho diziam para “as pessoas de Arrimal que aquele local nunca lhes pertencera, mas sim a Évora de Alcobaça e até receberam os arrimalenses como forasteiros de 2ª classe”. Disse ainda que alertou as autoridades de Arrimal e Porto de Mós. Alpoim Almeida Ribeiro publicou mais três artigos no Portomosense, em 22/10/92, 6/1/93 e 11/6/93 onde esclarecia a posse do Arco da Memória pela freguesia de Arrimal e justificava isso mesmo.
No primeiro pedia justiça ao presidente da Câmara, uma vez que “o povo de Arrimal pensa e exige que a Câmara defenda todo o seu património”.
No segundo, refere que tem em sua posse escrituras de fazendas inscritas na matriz de Porto de Mós “que estão muito para lá do Arco da Memória”.
No terceiro apela às autoridades concelhias e regionais que o coloquem nos mapas turísticos da região.
Também o arrimalense Carlos Henriques, em Janeiro de 1993 se manifestou no mesmo jornal, para que se resolvesse o assunto com bom senso, antes que houvesse ali uma tragédia.
Por fim e como sanar da questão, o Arco da Memória apareceu nas cartas dos PDM`s, primeiro de Porto de Mós e depois de Alcobaça, como sendo pertença sua. Depois de reclamado o erro, por Porto de Mós parece que tudo foi resolvido e ficou somente nas cartas de Porto de Mós.
No seguimento desta polémica o Alpoim criou em 05 de Agosto de 2000 o “Núcleo de Amigos do Arco da Memória de Arrimal” e passou-se a organizar todos os anos um convívio no local.
Todos os anos o grupo dos Amigos do Arco da Memória realiza um convívio que é organizado pelo Alpoim Almeida Ribeiro.